# Pârjoale
Pârjoale är en moldavisk maträtt. Det är en typ av köttfärsbiffar gjorda på lammkött, nötkött eller fläskkött. Blandningar förekommer också. De kryddas med timjan, persilja och dill och rikligt med vitlök innan de rullas i ägg och ströbröd för att sedan friteras.